# Algebraens fundamentalsætning
I matematikken siger algebraens fundamentalsætning, at ethvert komplekst polynomium {\displaystyle p(z)} i én variabel og af grad {\displaystyle n\geq 1} har mindst én kompleks rod.
Heraf følger at ethvert komplekst polynonium af n'te grad med n≥1 har n komplekse rødder, z1, z2, ... zn, som ikke nødvendigvis er forskellige, og at polynomiet entydigt, bortset fra faktorernes rækkefølge, kan skrives faktoriseret som:
p(z) = an(z-z1)(z-z2) ... (z-zn)
Et tal z0 siges at være en rod med multiplicitet q eller q gange rod i p(z) hvis faktoren (z-z0) forekommer q gange i den faktoriserede form af p(z).
Medregnes hver rod lige så mange gange som dets multiplicitet, følger at ethvert polynonium af grad n≥1 inden for de komplekse tal har netop n rødder.
Et elegant og kort bevis for algebraens fundamentalsætning kan gives med Liouvilles sætning.